# Камівадзумі Дзюн
Камівадзумі Дзюн (нар. 1 жовтня 1947) — колишній японський тенісист.
Найвищу одиночну позицію світового рейтингу — 78 місце досяг 2 червня 1975, парну — 727 місце — 16 липня 1984 року.
Найвищим досягненням на турнірах Великого шолома був чвертьфінал в змішаному парному розряді.

## Фінали за кар'єру

### Парний розряд (2 поразки)
| Результат | W/L | Дата     | Турнір         | Покриття | Партнер      | Суперники                 | Рахунок  |
| --------- | --- | -------- | -------------- | -------- | ------------ | ------------------------- | -------- |
| Поразка   | 0–1 | Жов 1973 | Осака, Японія  | Ґрунт    | Кен Роузволл | Джефф Боров'як Том Гормен | 4–6, 6–7 |
| Поразка   | 0–2 | Кві 1974 | Denver WCT, US | Килим    | Марк Кокс    | Артур Еш Роско Теннер     | 3–6, 6–7 |